# IC 1595
IC 1595 је спирална галаксија у сазвјежђу Феникс која се налази на листи објеката дубоког неба у Индекс каталогу.
Деклинација објекта је - 45° 11' 11" а ректасцензија 0h 53m 47,0s. Привидна величина (магнитуда) објекта IC 1595 износи 14,6 а фотографска магнитуда 15,4. Налази се на удаљености од 80,630 милиона парсека од Сунца. IC 1595 је још познат и под ознакама ESO 243-8, FGCE 102, PGC 3162.